# Harry Milanzi
Harry Milanzi (Zâmbia, 13 de Março de 1978) é um jogador de futebol zambiano. Defende o Clube Desportivo Primeiro de Agosto.